# フィリピン憲法
フィリピン憲法（フィリピンけんぽう、英語：Constitution of the Philippines、フィリピン語：Saligang Batas ng PilipinasまたはKonstitusyon ng Pilipinas、スペイン語：Constitución de la República de Filipinas）はフィリピン共和国の憲法または最高法である。最終草案は1986年10月12日に憲法制定委員会で完成し、1987年2月2日に全国規模の国民投票で承認された。
他の3つの憲法1935年のコモンウェルス憲法や1973年憲法、1986年の自由憲法は、歴史上国内で有効に機能している。
「フィリピン共和国」を作った最初期の憲法1899年マロロス憲法は、フィリピン全土で完全に施行されることはなく、採択後の米比戦争発生への大きな要素となったために国際的に承認される国家は作らなかった。

## 1987年憲法の背景
エドゥサ革命を通じて任命された大統領として初期の在職期に布告で統治しながら、コラソン・アキノ大統領は1935年憲法を復活するか1973年憲法を維持し改革するか新しい憲法を採択するかの3つの選択肢を認めた。一院制（バタサンパンバンサ）や首相職、大統領立法権により与えられた規定などのマルコス政権時代に採用された1973年憲法の規定の多くを廃止しながら新憲法の草案を決定し1986年3月25日に布告第3号を発した。しばしば「自由憲法」と呼ばれて、この憲法は民主主義と人民の自由を保証する移行期の憲法として意図された。憲法制定委員会が恒久的な憲法の草案作りをする一方で自由憲法は権力の整然とした意向を規定した。
憲法制定委員会は様々な背景からアキノにより任命された代議院の元議員数人や最高裁判所元判事、ローマカトリック司教、マルコス政権に対する政治活動家など48人の委員から構成された。アキノは最高裁判所元副判事セシリア・ムニョスパルマを委員会委員長に任命した。採択する政府の形態や死刑廃止、クラークとスービックの米軍基地の維持、憲法への経済政策の統合など数個の問題が特に議論された。委員である映画監督で政治活動家のリノ・ブロッカは、憲法の完成前に抗議して辞任し、他の代表二人が最終案に異議を唱えた。委員会は1986年10月12日に最終案を完成し、10月15日にアキノに提出した。憲法は1987年2月2日の全国規模の国民投票により承認された。
憲法は行政、立法府、司法という政治上の3部門を規定した。行政は大統領と大統領が任命した閣僚に率いられる。他の2つの同格の部門と同じく行政は権力が制限される。戒厳令が宣言されたらフィリピンが「守られる」ことを保証するための規定である。大統領は依然として戒厳令を宣言できるが、60日以内に解止され、議会は拒否するか延長できる。
最高裁判所の任務は、戒厳令宣告が十分根拠のあるものか再検討するものである。立法権は元老院と代議院が含まれている。24人の元老がいて、代議院は地区代表から成り立っている。党の作る名簿方式で代表を選ぶ共同体の十分に代表されていない地域のための機会も作った。司法部門は最高裁判所と下級審を含んでいる。最高裁判所は条約や政府の布告について法律の合憲性に合致する事例か聴取する権限が保証されている。下級裁判所の機能を管理する任務もある。
憲法のために文民委員会、選挙に関する委員会、監査に関する委員会と名付けられた独立した3つの憲法制定委員会が作られた。この憲法制定委員会には異なる機能がある。憲法も政府の道徳的かつ適法な行為を推進し確実にする機能のあるオンブズマン事務所の創設に向けた道筋の基礎を築いた。

## 1987年憲法を改正または変更する試み
憲法を改正できる憲法制定議会（Con-Ass）や憲法制定議会（Con-Con）、国民発議権の3つの可能な手法がある。3つの手法は全て全国的な国民投票で過半数による批准が必要である。コラソン・アキノ政権以後、後継の政権は、1987年憲法を改正したり変更する試みを数回行った。
最初の試みは、1995年であった。改憲草案は同時の国家安全保障評議会長官ホセ・アルモンテが作成したが、異なる意見を持つ非政府組織によりメディアに暴露されたために完成することはなかった。改憲草案に国民の利益の保護についての潜在的な変更を見抜いていた。
1997年、有権者からの署名を集める方法により国民発議権を通じて憲法を変える試みに続いてペドロサ夫妻はPIRMAと呼ばれる団体を創設した。徹頭徹尾最高裁判所に提訴し勝訴したミリアム・デフェンソル・サンティアゴ元老院議員などの多くの著名人が提案に反対した。最高裁判所は国民発議権は通過させる授権的な法律が必要であると言って発議権は続いていないと判決した。
大統領になってからジョセフ・エストラーダが憲法の経済や司法に関する規定について可能な変更のための研究委員会を創設した。明らかに発起人の個人的な利益を目的としている試みであると、様々な団体が反対したため、試みは目的を成就することはなかった。
エストラーダの退任後グロリア・アロヨ政権は、当時のホセ・デベネシア代議院議長が率いる憲法制定議会を通じた改憲を支持した。しかし任期延長の可能性などのアロヨ政権を巡る政治論争の為に提案は最高裁判所から拒否された。
次の試みは、ベニグノ・アキノ3世大統領の政権下で当時のフェリシアノ・ベルモンテ・ジュニア代議院議長から起きた。ベルモンテは自由化を目指す経済規定に焦点を当てた憲法改正を導入することを試みた。努力は成功しなかった。
ロドリゴ・ドゥテルテ大統領は国内で連邦制を施行する可能性を模索した。2016年大統領選挙後の大統領就任に続いて1987年憲法を見直す諮問委員会を創設する2016年12月7日の行政命令第10号に署名した。

## 構成と内容
前文と、条ごとに番号付けがリセットされる節で構成される互いに独立した18か条からなる。。

### 前文
前文は憲法や主権の源、国民に関する導入部である。神への訴えなどの過去の憲法の形式を踏襲している。前文は言う。
| 「 | 我ら主権の存するフィリピン国民は全能の神のご加護を懇願しながら正義と人間味のある社会を建設し、理想と抱負を具体化する政府を作るために共通の美徳を昇華し、国家遺産を保存し発展させ、法の支配及び真の政治形態、正義、自由、愛、平等並びに平和の下で独立と民主主義の恩恵を我ら自身及び子孫に残し、この憲法を定め公布する。 | 」 |

### 第1条　領土
領土はフィリピンが領海、海底、底土、閉鎖的な岩礁及びその他の海底領域などの陸上、河川及び空中の領域から成り立つ主権及び管轄を有するその中に含む全ての島と海域並びにその他全ての領域と共にフィリピン群島を構成する。フィリピン群島の島々に繋がる周辺及び間の海域は、幅及び範囲を問わず、フィリピンの内水を形成する。

### 第2条　根本原則と国家の信条の宣言
第2条はフィリピンの基本的な社会的信条や政治的信条特に憲法の施行を明確にし、政治の目的を説明している。必要な規定は、下記の通りである。
- フィリピンは民主共和国である。
- 国政の形態としての戦争の放棄
- 軍に対する文民の優位
- 教会と国家の分離（不可侵）
- 自立した外交の追及
- 核兵器の廃止
- 国家の基本単位としての家族
- 国家建設における若者と女性の役割
- 地方政府の自治
- 公共サービスに対する平等な機会と政治的な権力継承の禁止

### 第3条　権利法案
第3条は国家権力の侵害に対する特定の保護を列挙し、殆どはアメリカ合衆国憲法の規定に近い。必要な規定は、下記の通りである。
- デュー・プロセス・オブ・ローと法の下の平等
- 司法の発行する令状のない捜索と押収（英語版）に対する権利
- 私生活権（英語版）
- 表現の自由、報道の自由、集会の自由、請願権に対する権利
- 信教の自由
- 住居権（英語版）と居住移転の自由
- 公共の関心事に関する情報権
- 結社の自由
- 法廷に自由に出入りできる権利
- 黙秘権と適任の弁護士を持つ権利
- 保釈権と極端な保釈条件に対する権利
- ヘイビアス・コーパス権
- 迅速な裁判
- 自分で有罪とすることに対する権利
- 思想・良心の自由と向上心
- 残虐または品位を下げるような、非人間的処罰（英語版）の禁止
- 役身折酬をされない保護
- 二重の危険に対する権利
- 法の不遡及と私権剥奪法案（英語版）の禁止

アメリカ合衆国の法体系などの英米法の司法権に似てこの権利の範囲と限界は、主として判例法を通じて最高裁判所により判決を下されている。

### 第4条　市民権
第4条はフィリピンの市民権を定義している。生まれながらの市民と帰化した市民の2種類を列挙している。生まれながらの市民は、フィリピンの市民権を獲得したり完全なものにする行動を取ることなく生まれながらにして市民である人々である。フィリピンは市民権が主にフィリピン市民との血縁関係を通じて獲得される血統主義に従っている。
代議院の代表から大統領に至るまでの公選職全てを含む重要な公職に就任できるのは生まれながらのフィリピン人だけであるため、生まれながらの市民権は、政治制度の重要な要素を形成している。

### 第5条　参政権
第5条は投票権に関する年齢や居住の制約、秘密投票と不在投票の制度を要求している。在外市民や障害者、読み書きができないフィリピン人が投票するための手続きも要求している。

### 第6条　立法部門
第6条は元老院と代議院からなる国会と呼ばれる両院制の立法機関を規定している。他に法律の援用による操作と調査の権限や戦争状態が存在することを宣言する権限、財源に関する権限、徴税権、土地収用権を与えている。

### 第7条　行政部門
第7条は行政権が大統領に与えられている政府の大統領制を規定している。大統領の資格や任期、権限と機能を定めている。副大統領と大統領の継承順位も定めている。

### 第8条　司法部門
第8条は（国会による）法律により設置されるであろう最高裁判所と下級裁判所に司法権を正式に与えている。裁判官を任命する権限が依然として大統領にあるとはいえ、大統領は最高裁判所長官や法務大臣、元老院と代議院の法務委員会委員長、法律の専門家の代表からなる組織である空席者に対する司法と法廷評議会により用意された少なくとも3人の候補者の名簿から選任する。

### 第9条　憲法委員会
第9条は政治の主要3部門から独立した政治機構である憲法上の委員会3個を創設している。これは行政機関委員会、選挙に関する委員会、会計検査に関する委員会である。

### 第10条　地方政府
第10条は地方自治を推進し、地方政府のための法律を制定することを議会に義務付けている。（現行法は地方政府法である。）

### 第11条　公務員の責務
第11条は公務員を調査し訴追する責任のあるオンブズマン事務所を設けている。大統領や副大統領、最高裁判所職員、オンブズマンを弾劾する権限も国会に与えている。

### 第12条　国家経済と国家資産
第12条は富の配分や需給の分離、フィリピン人の生活を昇華させる雇用機会を要請することによってフィリピン政府の目的と目標を規定している。この節は下記のような重要な規定も定めている。
- 効果的な工業化を推進し人民の完全な雇用を意図する。
- フィリピン領内の天然資源は全て州が所有する。
- 固有の文化的共同体の権利を保護する。
- 企業や団体などの組織は州の介入を前提とする。

### 第13条　社会正義と人権
第13条はエリートと貧民の間の文化的不公平がフィリピン人民における不公平な福祉と共通の美徳を守るために減少させたり排除するのと同様に社会的・経済的・政治的不公平を引き起こすと断言することを通じて人間の尊厳にあらゆる人民の権利を擁護し高める法令において最大の優先権を与える議会の最大の責任を明らかにしている。海外に居住するフィリピン人同様にフィリピン国内のあらゆる人の権利擁護のための適切な法的手段を保証する人権委員会の役割も設けている。更にこの節は下記のような重要な規定を定めている。
- 労働の保護：完全な雇用と全ての人のための平等な機会を推進するために地域や海外で行う。
- 権利の保護と人民の生活の発展の為に農業及び天然資源改革の施行と適用と共に外国の土地不法占有のない資源の利用のために地域社会における独立したフィリピン人農民や漁師への支援
- 都市の土地改革と住居を通じて恵まれない市民の生活の保護
- 全てのフィリピン国民の福祉のための安価で十分な改良と保険の採用と統一
- 国民に提供する十分な可能性の顕在化の為に職場の女性の権利の認識
- 人民の団体の役割と権利の承認

### 第14条　教育、科学技術、芸術、文化、スポーツ
- 国は公立・私立を問わずあらゆる教育機関の筋の通った管理と統制を行う。
- 一般に教育に関する指針となる原則は、全ての人に利用可能な教育を行う適切な段階を採用するのと同様にあらゆる階層の良質な教育に対する全市民の権利の保護と普及促進である。
- 科学技術の教科は、開発と調査の動機に関する対策の公式化を通して特別な配慮が行われる。
- 芸術と文学は、フィリピン文化の保護と強化に配慮しなければならない国の保護の下にある。
- 初めてスポーツの教科は、特定の部門を与えられる。一般市民は精神的に強いだけでなく身体的にも強くなければならない。

### 第15条　家族
第15条は家族の連帯を強固にし改善し着々と発展を推進するために国民の基礎単位としてフィリピンの家族に関しての承認を設けている。これと並行して下記のような重要な規定も設けている。
- 家族の基礎として承認され不可侵の機関であるとして国による結婚の保護
- 国民の福祉と社会の安全を保障するフィリピンの全家族を前提として政策と構想に関する規定
- 信仰と調和して家族を作る責任ある親と共に配偶者の権利の保護
- フィリピンの全ての子供の権利の承認と保護

### 第16条　一般規定
第16条には国旗の一般的な記述やフィリピン軍と警察部隊（現在のフィリピン国家警察）の創設、マスメディアと広告業界の規制、主権免除の方策などのような一般規定が数個ある。

### 第17条　改正
第17条は憲法が改正される方法を定めている。改正はa)（憲法制定議会と呼ばれる）議会の全議員の4分の3b)憲法協議会c)（国民発議権と呼ばれる）全登録有権者の少なくとも12％の署名かつ各選挙区の登録有権者の少なくとも3％のいずれかにより提案できる。改正は全て全国的な国民投票で批准されなければならない。

### 第18条　一次的な規定
第18条は先の暫定憲法から新憲法への問題のない移行を認める規定を設けている。これには現行の裁判所と判事の任期制限を具体的に述べ、主要な官僚の当初の給与を具体的に述べ、この一時的な規定により与えられる義務を実行する法律を可決することを新たに選ばれた国会に要求し、先の条約や法律、命令などの方法のための猶予期間と制限を定めながら、新議会の最初の議員や大統領と副大統領の選挙に向けた規定がある。第18条は国民投票で投票者の過半数に批准されれば新議会が有効であることも定めた。

### その他の規定
例えば憲法は「主要な社会経済力」としての労働の容認や（第2条第14節）「母親の生命と妊娠からの胎児の生命」の対等な保護（第2条第12節）、「国家の基礎としてのフィリピン人家族」（第15条第1節）、「フィリピンの国語」としてのフィリピン語の評価（第14条第6節）、「あらゆる教育機関は体育系クラブなどの部門との共同で全国で通常のスポーツ活動を受け入れる」資格（第14条第19.1節）などの様々な国家の政策を列挙する規定数個を含んでいる。この規定がこの規定自体により法律に伴うことなく執行権の拠り所になるか法曹界や最高裁判所で重要な議論の主題になってきた。例えば裁判所は国家が「公共サービスに対する機会に平等に接すること保証する」ことを要求する規定は法律に伴うことなく施行できず従って大統領選挙で所謂「迷惑な候補」の不許可を禁止できないと裁定してきた。しかし別の例では裁判所は国家が「均衡がとれ健康的な生態に対する国民の権利を守り促進する」ことを要求する規定は最も適切な権利の源になる法律の施行を要求していないと判断した。

## 歴史上の発展
| 賛否                                                            | 投票 | %   |
| --------------------------------------------------------------- | ---- | --- |
| 賛成                                                            | 98   | 100 |
| 反対                                                            | 0    | 0   |
| 無効/白票                                                       |      | –   |
| 総数                                                            | 98   | 100 |
| 出典：フィリピン第一共和国の法律（マロロスの法律）1898年–1899年 |      |     |

| 賛否                    | 投票    | %     |
| ----------------------- | ------- | ----- |
| 賛成                    | 1213046 | 96.43 |
| 反対                    | 44963   | 3.57  |
| 無効票/白票             |         | –     |
| 総数                    | 1258009 | 100   |
| 登録投票者数/実投票者数 | 1935972 |       |
| 出典：Direct Democracy  |         |       |

| フィリピン憲法に関する国民投票（1987年） | フィリピン憲法に関する国民投票（1987年） | フィリピン憲法に関する国民投票（1987年） |
| 賛 否                                    | 得票数                                   | 得票率                                   |
| ---------------------------------------- | ---------------------------------------- | ---------------------------------------- |
| 賛成                                     | 16,622,111                               | 77.04%                                   |
| 反対                                     | 4,953,375                                | 22.96%                                   |
| 総計                                     | 21,575,486                               | 100.0%                                   |
| 有効票数（有効率）                       | 21,575,486                               | 99.04%                                   |
| 無効票数（無効率）                       | 209,730                                  | 0.96%                                    |
| 投票者数（投票率）                       | 21,785,216                               | 87.04%                                   |

### 1897年ビアクナバト憲法

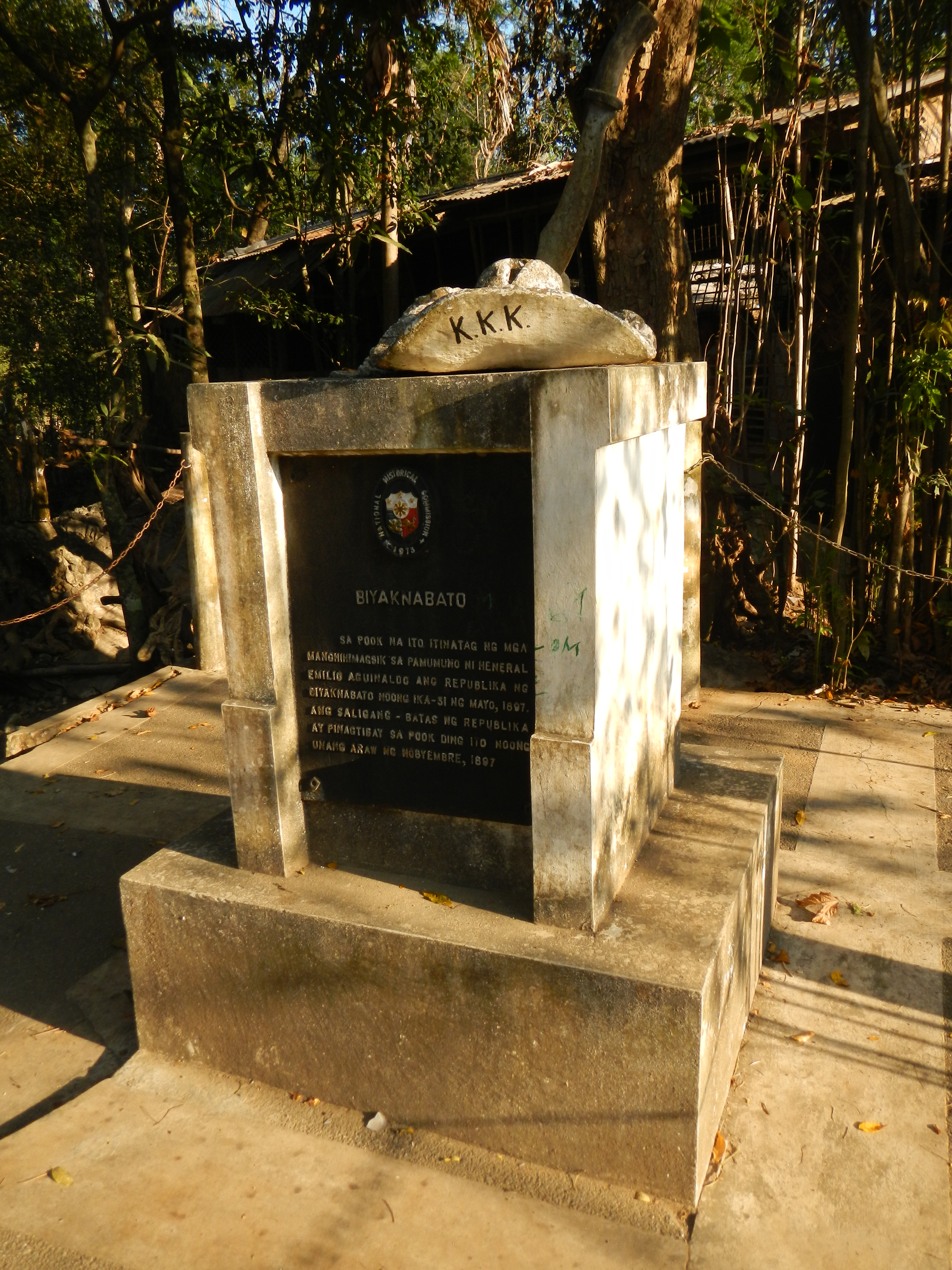
ビアクナバト国立公園の記念碑

カティプナン革命は一般大衆ではなくカティプネロ（即ちカティプナンの党員）だけが参加できたが1897年3月22日にカヴィテ州サンフランシスコデマラボーンでフィリピン史上最初の大統領選挙と副大統領選挙が行われたテヘロス会議に繋がった。ビアクナバト共和国を建国したブラカン州サンミゲルデマユモのビアクナバトで1897年11月1日に開催された革命政府のその後の会議がそこで始まった。共和国にはイサベロ・アルタチョとフェーリクス・フェレルが草案を書いた憲法があり、最初のキューバ憲法を基にしていた。「Constitución Provisional de la República de Filipinas」として知られ、元々スペイン語とタガログ語で書かれ公布された。
憲法に基づく政府の機関には3つの機関があった。(1)大統領と内務、外務、財務、戦争の4人の大臣に率いられた共和国の政権に権威付けられた最高評議会(2)決定を行い下級審が下した判決を承認し否認し司法当局に規則を命ずる権限があるConsejo Supremo de Garcia Y Justicia（品位と正義の最高評議会）(3)革命後に新憲法を作成し新しい政治評議会と国会議員を選ぶために集められたAsamblea de Representantes（代議員大会）。
ビアクナバト憲法は完全に施行されることはなく、スペイン軍とフィリピン革命軍のビアクナバト条約で覆された。

### 1899年マロロス憲法
フィリピン革命の指導者は、スペインからの支払いを受け入れ、香港に亡命した。アメリカはマニラ湾の戦いでスペインを破り、アギナルドはアメリカ合衆国海軍によりフィリピンに移動した。新たに改革されたフィリピン革命軍は、アギナルドの管理に戻り、フィリピン独立宣言が1898年6月12日に発表された。1898年9月17日、裕福で教育を受けた男性から成るマロロス議会が選出された。
条文はベルギーやメキシコ、ブラジル、ニカラグア、コスタリカ、グアテマラの憲章や1793年のフランス憲法の影響を受けてスペイン1812年憲法にならって作られた。マロロス憲法即ちカルティリャとサングニアンフクマン、1896年にエミリオ・ハシントが書いたカティプナンの法と倫理の憲章、イサベロ・アルタチョが計画した1897年のビアクナバト憲法、1898年のフィリピン共和国のマビニ憲法計画、スペイン憲法を継承した1898年のマリアノ・ポンセの暫定憲法、1898年のパテルノの自治計画がそうである。
マロロス憲法はアジアで最初の共和国憲法であった。主権は独占的に人民にあると宣言し、基本的な公民権を謳い、政教を分離し、立法体として活動する代議員大会の創設を求めた。政府の形態として議院内閣制共和国も求めた。大統領は議会の多数派により4年の任期で選ばれた。「Constitución política」と題し、スペインからの独立宣言に続いてスペイン語で書かれ、1899年1月20日に発布され、マロロスで開催された議会マロロス議会により公布され批准された。
前文は言う。
| 「 | Nosotros los Representantes del Pueblo Filipino, convocados legítimamente para establecer la justicia, proveer a la defensa común, promover el bien general y asegurar los beneficios de la libertad, implorando el auxilio del Soberano Legislador del Universo para alcanzar estos fines, hemos votado, decretado y sancionado la siguiente: | 」 |
（われらフィリピン国民の代表は、終わりの到達に向けて全世界の独立した立法者の援助を懇願しながら合法的に正義を行い共通の防衛を行い総合的な福祉を増進し自由の享受を保証するために集まり、次に述べるものを投票し、布告し、是認した。）

### アメリカ合衆国議会の法律
フィリピンは1898年12月10日から1934年3月24日までアメリカ合衆国の領土であり、従ってアメリカ合衆国連邦政府の支配下にあった。この時期に可決されたアメリカ合衆国議会の2つの法律は、この法律が基本的な政治原則を規定しフィリピン政府の構造や行為、権力、義務を設けた点でフィリピン憲法とみなせる。

#### 1902年のフィリピン基本法
時に「1902年フィリピン法案」や「クーパー法」として知られる1902年フィリピン基本法は、アメリカ合衆国議会により適用されるフィリピン群島のための最初の基本法であった。広く選ばれたフィリピン議会の創設を規定し、立法権はフィリピン委員会（上院）とフィリピン議会（下院）からなる上下両院の議会に与えられると規定した。主要な規定にはアメリカ合衆国下院でフィリピンを代表するフィリピン人と投票を経ないフィリピンのフィリピン住民委員二人のための権利法案があった。

#### 1916年フィリピン自治法
時に「ジョーンズ法」として知られる1916年フィリピン自治法は、立法権のある上院としてのフィリピン委員会を廃止しフィリピンで初めて全員が選挙された全国的な立法府を作りながらフィリピンの有権者が選出した元老院に置き換えることでフィリピン政府の構成を変更した。この法律ははっきりとフィリピン群島に対する主権を放棄し安定した政権がそこにできればすぐにフィリピンの独立を承認するアメリカ合衆国国民の目的であり常にそうであったとも述べた。

#### ハレ・ホーズ・カッティング法（1932年）
憲法そのものではないが、ハレ・ホーズ・カッティング法は10年間の移行期間を経てフィリピンの独立を約束するなどの規定を設けるフィリピン独立法に先立つ法律であった。しかしフィリピン議会の内部抗争のために批准されずフィリピン独立法創設の礎になっただけであった。

#### フィリピン独立法（1934年）
憲法そのものでもなかったが、1934年のフィリピン独立法は、自治権を規定した。正式な憲法に向けた必要条件を具体的に述べ、立憲協議会を通じて憲法制定のための仕組みを定義した。

### 1935年憲法
1935年憲法はフィリピンコモンウェルス（1935年-1946年）により1934年に書かれ、承認され、採択され、後に第三共和国（1946年-1972年）に用いられた。独立に向けたフィリピンを準備するフィリピン自治法に始まる必要条件に合致するよう書かれた。この憲法は最も有力なものであった。マロロス憲法やドイツ憲法、スペイン憲法、メキシコ憲法、南米の数か国の憲法、不文法のイングランド憲法の痕跡があった。
コモンウェルス憲法は独立に向けたフィリピンを準備するために批准された。この憲法は圧倒的にアメリカの影響を受けたが、マロロス憲法やドイツ憲法、スペイン憲法、メキシコ憲法、南米の数か国の憲法、不文法のイングランド憲法の痕跡があった。
元々再選のない6年任期で選ばれた大統領と副大統領からなる一院制の立法府を規定していた。1940年に上下両院からなる二院制に修正された。大統領は副大統領と共に1回は再選できる4年の任期で選出されることになり、21歳以上で読み書きができる男性のフィリピン市民に選挙権が保障され、この保障は後に憲法採択の2年後に女性の選挙権に拡大された。
憲法草案は1935年2月8日に会議により承認され、1935年3月25日にワシントンD.C.でルーズベルト大統領により批准された。選挙は1935年9月16日に行われ、マニュエル・ケソンがフィリピンコモンウェルスの初代大統領に選ばれた。
前文は言う。
| 「 | 「理想を具現化し国民の国家遺産を守り発展させ一般の福祉を昂進し正義と自由、民主主義の政権の下で独立の恩恵を自分と後世を守る政府に作るために神聖な神意による助けを懇願するフィリピン国民は、この憲法を定め公布する。」 | 」 |
当初の1935年憲法は一院制の国民議会を規定し、大統領は再選の可能性のない6年の任期で選ばれた。1940年に独立した選挙管理委員会の創設と同様に上院と下院からなる二院制の議会があり最大連続2期の4年間を大統領に認めて改正された。
1935年憲法を書き換える憲法制定会議が1971年に開かれた。この会議は明らかな贈収賄で汚された。恐らく多くの人が会議が招集される本当の理由であると感じる最も異論の多い問題は、フェルディナンド・マルコスが3期目を目指して再選を求めるために大統領の任期制限を廃止することであった。いかなる場合でも1935年憲法はそれができる主要な前提の一つと共に規定する憲法上の手順の激しい改悪であるマルコスの戒厳令宣告で1972年に一時停止された。

### 1943年憲法

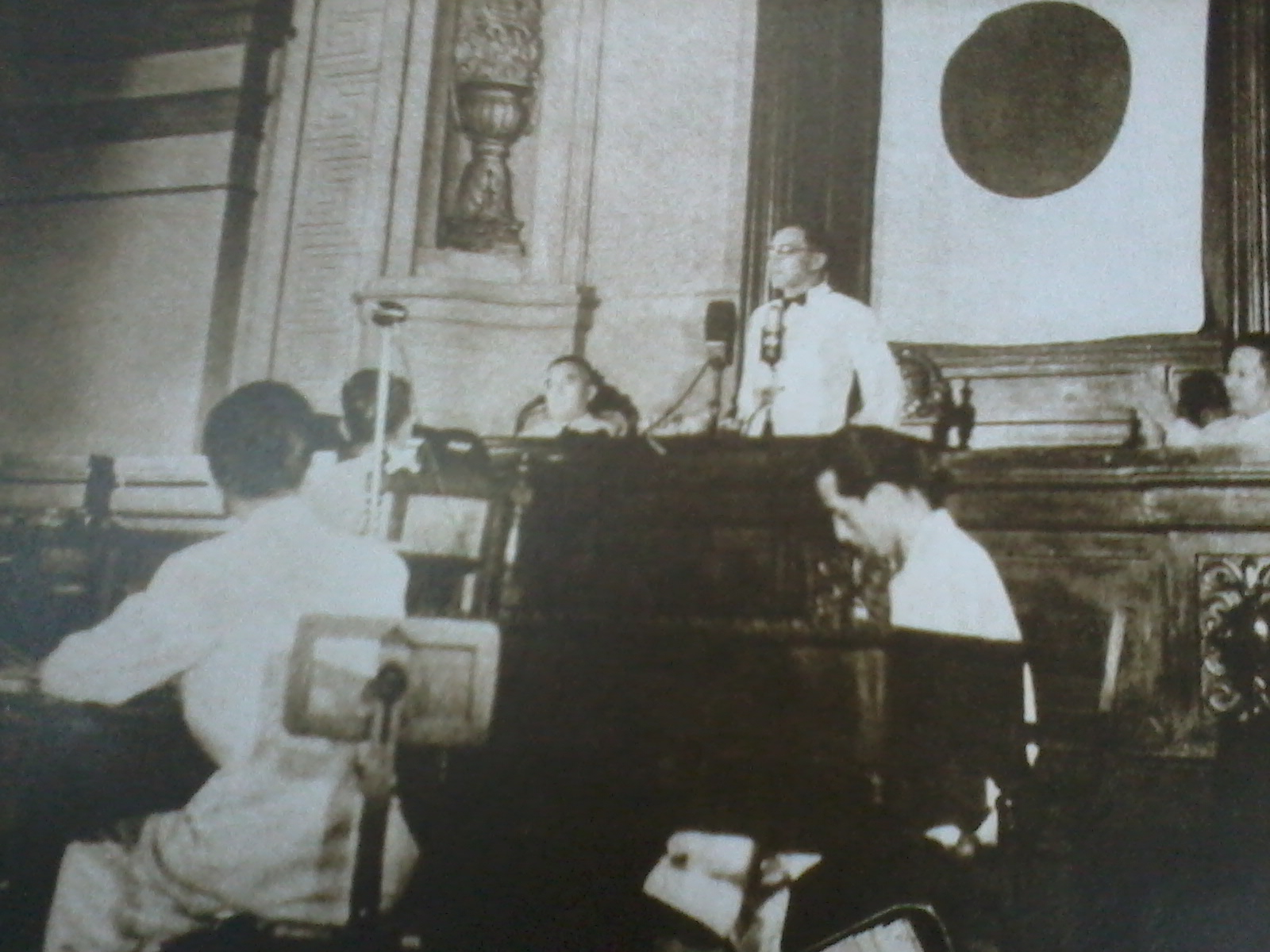
現在旧議事堂である場所で1943年憲法を承認する国民議会に演説するフィリピン第二共和国の大統領ホセ・P・ラウレル

1943年憲法は亡命政府を作ったフィリピン・コモンウェルスの代わりにフィリピンを収めた日本により作られた組織フィリピン行政委員会に任命された委員会により草案が作られた。1942年半ば日本の東條英機首相は、フィリピンに委員会が正式な共和国に取って代わられることを意味する「独立の栄誉」を約束した。
新憲法の草案作りを担当するフィリピン独立準備委員会は、大部分は戦前の国民会議の議員や1935年憲法の草案作りをした会議で代表を務めた人から成っていた。しかし日本の占領下で作られる共和国に向けた草案は、存続期間に制約があり、直接選挙の代わりに間接議会選挙と強力な行政部門を規定することになった。
委員会による草案の承認で新しい憲章は嘗ての政党全てに変わる日本により創設された組織カリバピの地域代表である任命された議会により1943年に批准された。カリバピ議会による批准で第二共和国が正式に布告された（1943年-1945年）。ホセ・ラウレルが国民議会により大統領に選ばれ、1943年10月14日に就任した。ラウレルはフィリピンを統治した手法についてアメリカ合衆国を公然と批判し東京国際大学の学位があったために日本から大いに注目された。
1943年憲法はフィリピンの日本統治地域で効力を保ったが、アメリカ合衆国政府やフィリピン・コモンウェルス、これらを支持するゲリラからは適法であったり拘束されるものとして承認されることはなかった。1944年後半、ラウレル大統領はアメリカ合衆国やイギリス帝国に宣戦布告し、本質的に布告で統治する戒厳令を宣言した。今度はラウレル政権は1944年12月に亡命し、初めは台湾に、それから日本に亡命した。日本が降伏を発表すると、ラウレルは正式に第二共和国を解散した。
前文は言う。
| 「 | 「神の援助を懇願し自由な国民生活を導くことを望むフィリピン国民は、これによって独立を宣言し、総合的な福祉を増進するために国家遺産を守り発展させ、平和、自由及び倫理的な正義に基づく世界秩序を作ることを提案し、この憲法を定める。」 | 」 |
1943年憲法は強力な行政権を規定していた。議会は一院制の国民議会からなり、実際は殆どの議員は選ばれると言うよりも任命されたが、反米とみなされた人だけが立候補できた。
1960年代まで第二共和国と官僚は、合法的なフィリピン政府またはホセ・ユロ最高裁判所長官による自由裁量政策の一環として犯罪事件や商業事件の検証を制限する決定が公式記録の一部であり続けた第二共和国時代の最高裁判所の除外規定が続いているとは見られなかった。このことは最高裁判所を続けることがなかったコモンウェルスや日本によるホセ・アバド・サントスの処刑でコモンウェルスの最高裁判所長官が公式にはいなくなったことで容易になった。マカパガル政権で元大統領としてラウレルを正式に承認し過去の官僚名簿にこの内閣などの当局者を加えることで日本時代の部分的な復権が行われたことがあるだけであった。しかし1943年憲法は学校では教えられず、1943年～1944年の議会の法律は、有効または適法とは認められなかった。

### 1973年憲法
マルコスの戒厳宣告後に公布された1973年憲法は、議院内閣制政府を導入したと考えられた。議会の権力は、議員が6年の任期で選ばれる一院制の国会に与えられた。大統領は理想を言えば6年任期の国会議員の中から選ばれた象徴的で完全に儀礼的な元首として選ばれ、無制限の任期で再選できた。選挙に際して大統領は次第に国会議員であることはなくなった。任期中に大統領は政党の党員であったり他に事務所を持つことはできなかった。
行政権は現職の議員の中から選ばれた首相により行われることになっていた。首相は政府の長であり軍の最高指揮官であることになっていた。この憲法は4回改正された（5回という主張があり、1986年の宣言第3号を改正とみなす意見がある。下記参照）。
1976年10月16日-17日から（「市民の議会」とも呼ばれる）バランガイで投票した人の過半数が戒厳令が続きマルコス大統領から提案された憲法改正を批准することに賛成した。
1976年の改正は、下記を規定していた。
- 暫定バタサンパンバンサ（英語版）（IBP）は暫定国民議会の代わりを務める。
- 大統領は首相となり戒厳令が解止されるまで議会権を行使し続ける。

6回目の改正は、大統領に「緊急事態」を根拠に自身で法制化する権限を与えた。
大統領の判断で重大な緊急事態もしくは脅威又はその切迫がある場合又は暫定バタサンパンバンサもしくは常設議会が大統領の判断で緊急行動を必要とする理由で事態に適切に行動するのに失敗又はできない場合はいつでも事態に対処するために国法の一部をなす必要な布告、命令又は指示書を発することができる。
1973年憲法は更に1980年と1981年に改正された。1980年の改正では裁判官の退職年齢が70歳に延長された。1981年の改正では議会制度が正式にフランス式の半大統領制に修正され、次のように規定された。
- 行政権は大統領に戻し、
- 大統領の直接選挙が復活し、
- 首相と14人を超えない委員から成る行政委員会が「大統領の権限と機能の実行と大統領の指示する義務の遂行に当たって大統領を補佐するために」作られ、首相は単に内閣を代表するだけであった。
- 選挙改革と市民権を失った生まれながらのフィリピン市民が自身や自身の居住で使用される私有地を譲渡する規定

1984年の最後の改正は、行政委員会を廃止し、（当初の改正前の1973年憲法にはなかった）副大統領を復活させた。
1973年憲法が理想としては真の議会制度を規定した一方で実際はマルコスはこれを議会と首相を首班とする内閣に委任するよりも自分で行政権を保持するために口実と改竄を用いた。結果は結局改正と複雑な改竄である1973年憲法の最後の形態が単に元老院の廃止と一連の上辺だけの書き換えだけであった。アメリカ起源の術語は、もっと議会制の政府に関連する名称に置き換えられた。例えば代議院は「バタサンパンバンサ」（国民議会）として知られることになり、departmentはministryになり、閣僚は現在「首相」の形態をとる大統領の補佐（筆頭大臣）のいる「cabinet minister」として知られることになった。マルコスが称した議会制度は、大統領に集中する真の全権力と現在憲法上の前提のある権威主義的大統領制として機能した。

### 1986年自由憲法
マルコスを追い出したエドゥサ革命直後にコラソン・アキノ大統領は暫定憲法として宣告第3号を発布した。廃止規定がある一方で1973年憲法から引き継いだ規定があった。新しいもっと正式の憲法の草案を起草する委員を任命する権限を大統領に与えるのと同じく政府を再組織し官僚を解任する広範な権限を大統領に保障した。上記のこの文書は、1987年の批准により「自由憲法」に取って代わった。これは1年で終わった移行期の憲法で、恒久的な憲法施行前に有効であった。布告で統治する大統領の権利を書き換えた形を含む1973年憲法の規定を多く維持した。会議は大統領に任命された48人の議員から成った。